# Al sur de Granada
Al sur de Granada es una película española de 2003, del género comedia, dirigida por Fernando Colomo, protagonizada por Matthew Goode, Verónica Sánchez, Willy Toledo, Antonio Resines y Ángela Molina en los papeles principales.
Está basada en la novela autobiográfica de Gerald Brenan, Al sur de Granada - Título original en inglés South from Granada: Seven Years in an Andalusian Village (1957).
Ganadora del Premio Goya a la mejor música original (2003).

## Argumento
Recreación de la experiencia de un joven idealista inglés, el propio autor de la novela,  llamado Gerald Brenan (Matthew Goode), que en 1919 alquila una casa en la Alpujarra, donde busca la soledad junto a una colección de miles de libros, para así poder olvidarse de su pasado como oficial del ejército británico durante la Primera Guerra Mundial. Una vez allí, se enamora de una joven adolescente del pueblo llamada Juliana, que le hará abrir los ojos hacia Andalucía, sus habitantes y su forma de vivir en la España de la Segunda República, lo que marcará su propia vida y su obra.
En la novela, el pueblo alpujarreño donde vivió Gerald Brenan es Yegen.

## Comentario
Fernando Colomo vuelve a articular un discurso sobre las relaciones entre culturas, como ya ocurriese en Los años bárbaros, El efecto mariposa, El cuarteto de la Habana y presumiblemente El Próximo Oriente. Como en aquellas, elige de protagonistas a unos jóvenes que deben aprender a madurar como fruto de la experiencia vivida. Proceso que en esta ocasión es doble: el que experimenta Brenan en una tierra que no es la suya y la joven granadina Juliana.

## Palmarés cinematográfico
XVIII edición de los Premios Goya
| Categoría                     | Persona                                | Resultado |
| ----------------------------- | -------------------------------------- | --------- |
| Mejor actriz revelación       | Verónica Sánchez                       | Nominada  |
| Mejor música original         | Juan Bardem                            | Ganador   |
| Mejor fotografía              | José Luis Alcaine                      | Nominado  |
| Mejor dirección de producción | Pilar Robla                            | Nominada  |
| Mejores efectos especiales    | Reyes Abades Alfonso Nieto Pablo Núñez | Nominados |

XIII edición de los Premios de la Unión de Actores
| Categoría               | Persona          | Resultado |
| ----------------------- | ---------------- | --------- |
| Mejor actriz revelación | Verónica Sánchez | Nominada  |

## Reparto
| Intérprete          | Personaje               |
| ------------------- | ----------------------- |
| Matthew Goode       | Gerald Brenan           |
| Verónica Sánchez    | Juliana                 |
| Willy Toledo        | Paco                    |
| Consuelo Trujillo   | María                   |
| Ángela Molina       | Doña Felicidad          |
| Antonio Resines     | Don Virgilio            |
| Laurence Fox        | Ralph Partridge         |
| Bebe Rebolledo      | Ángeles                 |
| Jessica Kate Meyer  | Dora Carrington         |
| James Fleet         | Lytton Strachey         |
| María Alfonsa Rosso | Doña Clara              |
| Sebastián Haro      | Don Gabriel 'Culonegro' |
| Mariana Cordero     | Máxima                  |
| Juan Margallo       | Emiliano                |
| Sandra Wahlbeck     | Gamel Woolsey           |
| Sauce Ena           | Frances                 |
| Roberto Quintana    | Don Fernando            |
| Mariano Peña        | Don José                |
| María José Barroso  | Martina                 |
| Mona Martínez       | Madre niño dormido      |
| Maite Sandoval      | Juliana Mayor           |

- Datos: Q618480